# クラブコスメチックス
株式会社クラブコスメチックス（英: CLUB COSMETICS Co.,LTD.）は、大阪府大阪市に本拠を置く化粧品メーカーである。
「クラブ洗粉」を発売した中山太陽堂（なかやまたいようどう）を前身とする。

## 歴史

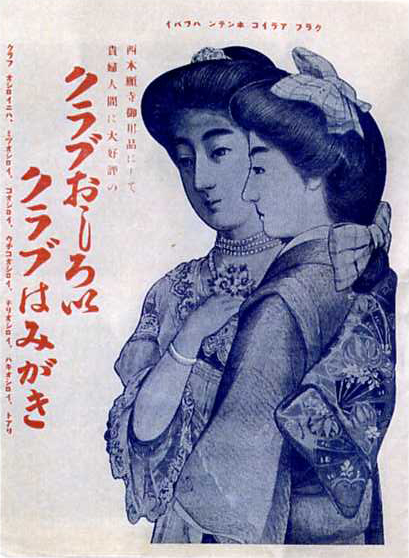
雙美人。『クラブ新聞』（1906年）

### 中山太一の時代
1903年（明治36年）4月3日、山口県豊浦郡（現在の下関市）出身の中山太一が、満21歳と5か月で兵庫県神戸市花隈町に個人商店として「中山太陽堂」を創業した。1905年（明治38年）、商標を「クラブ」に変更し、大阪市東区に支店を開設。1906年（明治39年）4月3日、創業からちょうど3年後に自社製造第1号商品「クラブ洗粉」を発売、製造業に転身した。
元々「双子の姉妹」（双美人）のイラストが商標で、現在のマークはそれをもとにして作成した。この双美人のイラストは、のちに子会社として設立されたサロン ド フルベール（通称：「フルベール化粧品」）の意匠にも使用された（サロン ド フルベールはのちに2012年に当社に統合・事業部門の一部となって今日に至る）。
また歯磨き粉「クラブ歯磨」の商標は楠木正成の像（現在皇居前にあるもの）を使用していた。また、初代通天閣（大阪市浪速区）の開業（1911年）に際しては、クジャクが描かれた広告を1943年（昭和18年）の解体までエントランスの天井に掲出していた（当該項で詳述）。
1918年（大正7年）には、大阪市南区水崎町（現在の浪速区恵美須西）に本店と工場を建設した。この敷地は通天閣に近く、第二次世界大戦を経て浪速警察署の仮庁舎や大阪府警察本部なにわ別館などへ転用された後に、星野リゾートが2022年（令和4年）4月22日から「OMO7大阪」というシティホテルを開業している。
1922年（大正11年）、小山内薫を顧問に迎え、化粧品宣伝のためのハウスオーガン（PR誌）を編集発行するために広告社・出版社「プラトン社」を併設し、中山の実弟中山豊三がその経営に当たった。アール・デコ調の装丁で豪華な執筆陣を抱えた女性文芸誌『女性』を同年創刊、翌1923年（大正12年）の暮れには、文芸雑誌『苦楽』を創刊した。これらの雑誌はPR誌の域を超えた総合文芸誌となって阪神間モダニズムと呼ばれる文化を生み出し、1925年（大正14年）11月末に東京の大日本雄辯會講談社（現講談社）が創刊した大衆娯楽雑誌『キング』（大正15年1月1日付発行）と大いに争ったが、1928年（昭和3年）にプラトン社は廃業した。1924年（大正13年）には創業20周年を記念し、大阪の堂島ビルヂングと東京の丸の内ビルディング内に中山文化研究所を設立した。
1939年（昭和14年）、組織変更して法人化し、株式会社中山太陽堂となった。同年、豊三が同社から独立し、太陽製薬株式会社を東京に設立した。また同年9月には、太一が貴族院議員に選任され、1947年（昭和22年）5月2日に廃止されるまで務めた。

### 第二次世界大戦後
終戦翌年の1946年（昭和21年）に、金属部が試作した自転車「中山号」完成。
1951年（昭和26年）、新聞広告でクラブ化粧品などの売り上げが「一ヶ月で一億円突破」とアピール。記念セールを行う。
1954年（昭和29年）5月29日、電通大阪支社に対し、広告料金の支払債務約8000万円の6カ月棚上げと、その後1年間の分割払いを申し入れ、同年6月15日、10億9200万円の負債を抱えて内整理に入り、7月1日には大阪地裁に電通が破産を申請、中山太陽堂が会社更生法申請を行った。
同年10月25日に行われた債権者全体会議で会社再建案が承認され、中山太陽堂側の会社更生法申請、電通側の破産申請は取り下げられた。
その後、経営再建のため神栄生絲株式会社（現神栄）の社長田代竹司が第2代社長に就任、創業者であった太一は相談役に退き、創業家が一旦経営から離れた。ちなみに同年、かつて「東のレート、西のクラブ」と呼ばれたレート化粧品（平尾賛平商店）が解散した。
1959年（昭和34年）、かつてプラトン社の時代に『女性』『苦楽』対『キング』で部数を競った講談社と提携、「お肌の診断」を実施し、成功を収めた。
1965年（昭和40年）、創業者の長男中山壽一が36歳で第3代社長に就任、創業家に経営が戻った。1970年（昭和45年）6月、クラブ商事株式会社を設立し、製造・販売の両部門を分離した。同年11月、株式会社マリークヮントコスメチックスジャパンを設立。
1971年（昭和46年）、株式会社中山太陽堂から現社名の株式会社クラブコスメチックスに商号変更した。1973年（昭和48年）1月には株式会社フルベールを設立、訪問販売を始めた。1976年（昭和51年）、本社を大阪市西区西本町へ、工場を奈良県五條市へそれぞれ新築移転。壽一社長は、1988年（昭和63年）に藍綬褒章、1999年（平成11年）に勲四等瑞宝章を受章した。
2002年（平成14年）、創業者の孫・中山ユカリが第4代社長に就任した。2005年（平成17年）、クラブ化粧品販売株式会社（旧クラブ商事株式会社）と合併し、製造販売を合流させた。
2010年（平成22年）、「文化資料室」をリニューアルオープン。第2代通天閣の免震化工事（2014年10月 - 2015年6月）に合わせて、初代のエントランス天井画を当時掲出していた（工事の完了時点では発売されていない）商品名ごと再現した「花園に遊ぶクジャク図」の設置に協力するなど、「文化に深く関わる」という創業以来の伝統を守り続けている。
2012年（平成24年）、子会社のサロン ド フルベール（株式会社フルベールから商号を変更）を、吸収合併のうえで「サロン ド フルベール事業部」に再編した。
2023年（令和5年）、大阪市平野区長吉長原東に大阪工場を設置。